# 4181 Kivi
4181 Kivi (1938 DK1) là một tiểu hành tinh vành đai chính được phát hiện ngày 24 tháng 2 năm 1938 bởi Yrjö Väisälä ở Turku.